# Torpshammar
Torpshammar – miejscowość (tätort) w Szwecji w gminie Ånge w regionie Västernorrland. Około 493 mieszkańców.